# Jean-Paul Mochet
Jean-Paul Mochet, né le 18 août 1964, à Paris, est un dirigeant d’entreprise français, directeur général de Franprix, président de Monoprix, et membre du comité exécutif du groupe Casino depuis 2013.

## Biographie

### Débuts professionnels
Jean-Paul Mochet commence sa carrière dans la restauration, d’abord en pratiquant divers métiers (cuisinier, barman, serveur, etc.) puis en tant qu’entrepreneur indépendant de 1988 à 1994. Il ouvre une première pizzeria à l’âge de 24 ans, puis une seconde à Saint-Maur-des-Fossés. Il rejoint le groupe Quick en 1994, où il occupe la fonction de directeur de restaurant jusqu’en 1998, puis de directeur régional en Île-de-France.

### Grande distribution
En 2000, il intègre le groupe Casino en qualité de directeur de supermarché à Lyon. Il gère ensuite un magasin dans le seizième arrondissement de Paris, où il fait la rencontre de Jean-Charles Naouri, actionnaire majoritaire du groupe Casino.
Après avoir été nommé directeur d’exploitation des supermarchés Casino en 2006, avec 140 magasins à sa charge, il prend la direction générale de Franprix, en août 2008, une enseigne qu’il a largement contribué à moderniser avec son concept « mandarine », en la transformant en format dit « premium » et en orientant le réseau vers le service rendu au client. Il est par exemple à l’origine de l’installation des machines à presser les oranges ou des rôtisseries.
Il est nommé membre du comité exécutif du groupe Casino en septembre 2013. En juillet 2019, il devient président de Monoprix et ses enseignes (Monoprix, Monop’, Naturalia et Sarenza) en remplacement de Régis Schultz. 
En mai 2022, la direction du Groupe Casino, propriétaire de Monoprix et de Franprix, annonce le départ de Jean-Paul Mochet. 

### Autres mandats
En 2022, il est élu président de l’UCV (Union du grand commerce de centre-ville), pour un mandat d’une durée de 2 ans. 